# 袁從範
袁從範（?—?），五代十国南唐官员。
袁从范在担任南唐昭庆宫使。交泰元年（958年），唐太子李弘冀在东宫多有不法，唐元宗李璟大怒，用马杖打李弘冀，并表示要召回原皇太弟李景遂。袁从范跟随李景遂担任洪州（今江西省南昌市）都押牙，有人向李景遂说袁从范之子的坏话，李景遂想杀他，因此被袁从范怨恨。李弘冀知道了这一情况，秘密派袁从范毒杀李景遂。八月初二，李景遂打马球口渴，袁从范送上饮品，李景遂被毒死。没等入殓，身体已经溃烂。李璟不详情，追赠李景遂为皇太弟，谥号文成。